# Sterling Beaumon
Sterling Martin Beaumon (2 de junio de 1995) es un actor y artista estadounidense conocido por sus papeles protagónicos como Max Doyle en la película de 2008 Mostly Ghostly: Who Let the Ghosts Out? y como Benjamin Linus en la serie de televisión de ABC
Lost. Luego ha tenido papeles tanto en Law & Order SVU como en Criminal Minds y en la más reciente mini-serie Law and Order True Crime: The Menendez Murders. También ha aparecido en varias series como The Killing, Red Widow, Clue y The Hub.

## Vida y carrera

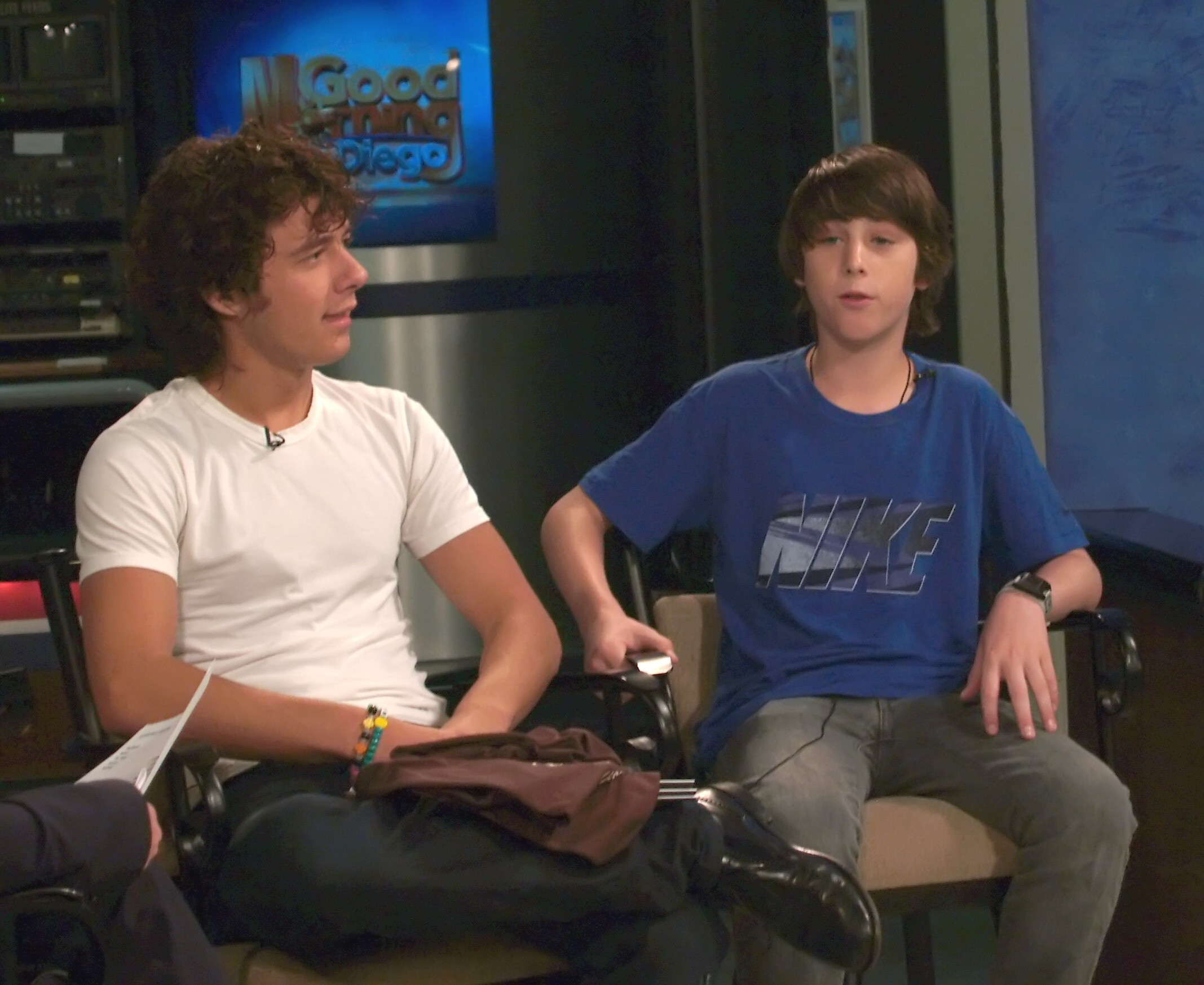
Matthew Underwood y Sterling Beaumon en 2008.

Beaumon nació en San Diego, y actualmente reside en Burbank, California.
Beaumon es uno de los más viejos y mejores amigos de la actriz Ariel Winter, Luke Benward y Madison Pettis.
Empezó a actuar a la edad de seis años e hizo su debut profesional a la edad de siete años en la obra Las uvas de la ira. También ha actuado en el Geffen Playhouse, apareciendo en una producción de Todos eran mis hijos. Su actividad teatral también incluye más de 40 producciones teatrales de capital.
Su primera aparición fue a los 6 años en anuncios de televisión, cuando apareció en un comercial de Disney Cruise Line. Desde entonces, ha aparecido en varios comerciales nacionales, entre ellos los de fabricantes de automóviles, productos de piscina, alimentos, estudios de cine, Verizon y una campaña de los restaurantes IHOP.
Entre sus créditos de televisión, ha aparecido como estrella invitada en un episodio de la serie de la NBC ER , interpretando a un adolescente que se mete en una pelea y sufre un hematoma subdural, así como en episodios de Bones, Scrubs, Gary Unmarried, Cold Case, y Crossing Jordan. Una de sus interpretaciones más notables fue la del joven Benjamin Linus en la exitosa serie de ABC Lost.
También fue artista invitado en la sexta temporada de la exitosa serie de CBS Criminal Minds en un episodio titulado "Safe Haven". Desempeñó el papel de Jeremy Sayer, un joven asesino en serie que ataca a familias enteras. El papel fue escrito específicamente para Beaumon y se basó en su personaje en Lost. Siguió con el papel de otro asesino con diferentes temas en la serie de NBC Law & Order: Special Victims Unit. Sterling interpretó a un joven alcohólico con problemas familiares. El papel de su madre fue interpretado por la actriz y productora Rita Wilson.
El 23 de marzo de 2010, Beaumon lanzó su primer EP, "Step Back to Reality". El álbum contiene 9 canciones.
Luego apareció junto a Colin Firth y Emily Blunt en la película Newman, Golf Pro, que salió en 2013.
En el año 2015 tuvo un papel protagónico, en la película de televisión Senior Proyect.
Su trabajo como actor de voz incluye una de las voces en inglés de la serie de anime Gunsword e interpretó a través de CGI al protagonista de la película Astro Boy. También ha hecho la voz de Duke English Qubine en el videojuego The Last Remnant.
Beaumon hizo un papel en la función de la obra "Gabriel Walraven".

## Filmografía

### Cine y televisión
| Año       | Título               | Personaje          | Notas                                     |
| --------- | -------------------- | ------------------ | ----------------------------------------- |
| 2005      | 7th Heaven           | Niño armado        | Episodio: "Home Run"                      |
| 2005      | House M.D.           | Niño               | 1 episodio                                |
| 2007      | Crossing Jordan      | Stewart            | Episodio: "Shattered"                     |
| 2007      | Cold Case            | Brat #1            | Episodio: "The Good-Bye Room"             |
| 2007      | In Case of Emergency | Gerald             | Episodio: "The Good, the Bad and the Mob" |
| 2007      | Heroes               | Niño               | Episodio: "5 Years Gone"                  |
| 2007      | Scrubs               | Josh               | Episodio: "My Growing Pains"              |
| 2007—2009 | Lost                 | El joven Ben Linus | 2 temporadas                              |
| 2008      | Mostly Ghostly       | Max Doyle          | Película - protagonista                   |
| 2008      | ER                   | Danny Raskin       | Episodio: "Haunted"                       |
| 2008      | Bones                | Royce King         | Episodio: "The Bone That Blew"            |
| 2009      | The Cleaner          | Miles              | Episodio: "The Turtle and The Butterfly"  |
| 2009      | Gary Unmarried       | Bradley            | 1 episodio                                |
| 2010      | Criminal Minds       | Jeremy Sayer       | Episodio: "Safe Haven"                    |
| 2011      | Law & Order: SVU     | Hunter Mazelon     | Episodio: "Delinquent"                    |
| 2011      | Kickin' It           | Arthur             | Episodio: "Dojo Day Afternoon"            |
| 2011      | Clue                 | Seamus             | Personaje regular                         |
| 2013      | Red Widow            | Gabriel Walraven   | 8 episodios                               |
| 2014      | Senior Project       | Spencer            |                                           |
| 2023      | Your Lucky Day       | Cody               |                                           |

## Discografía

### Canciones
- 2011: Firing Blind

### EP
- 2010: Step Back to Reality